# Bích (chất)

Lá 8 bích

Bích (tiếng Anh: spades)  hay  Pích là một trong bốn chất của bộ bài Tây chơi kiểu Pháp. Ký hiệu chất bích là một hình trái tim đen lộn ngược, ở giữa kẽ có một cái cuống, biểu thị cho vũ khí mâu hay kích.
Danh từ bích là phiên âm chữa pique của tiếng Pháp, vốn là tên gọi chất này.

## Trong bộ bài

Át bích
2 bích
3 bích
4 bích
5 bích
6 bích
7 bích
8 bích
9 bích
10 bích
J bích
Q bích
K bích